# Def Jam Rapstar
Def Jam Rapstar est jeu vidéo musical sorti sur PlayStation 3, Xbox 360 et Wii en 2010. Il a été développé par 4mm Games et édité par Konami. Il ne fait pas partie de la série de jeux de combats qui exploite aussi la licence Def Jam éditée par Electronic Arts.

## Concept du jeu
Comme tout jeu de karaoké et de rythme, il s'agit ici de reproduire de manière synchro des couplets de musique Hip-hop le plus fidèlement possible pour pouvoir gagner la partie.

## Bande son
La grande majorité des titres est issue du catalogue musical des artistes Def Jam comme Kanye West, Young Jeezy 50 Cent ou encore Method Man. Mais on pourra y trouver également des titres d'artistes non affiliés au label comme Lil' Wayne, et même 2Pac. Suivant le pays où le jeu sort, des titres d'artistes locaux sont sélectionnables. En France, sont notamment présents Kery James, Ol Kainry, Salif,  Rohff, 113 Sniper, Sefyu, Kamini NTM Oxmo Puccino et La Fouine